# Buonanotte, infermiera
Buonanotte, infermiera (Good Night, Nurse!) è un cortometraggio del 1918, diretto ed interpretato da Roscoe Arbuckle.

## Trama
In una notte di tempesta, Fatty, ubriaco, si porta a casa un suonatore di organetto e la sua compagna, che aveva incontrato per strada. La moglie decide di portare il giorno dopo il marito nell’ospedale del dottor Hampton, che tramite un’operazione chirurgica è in grado di togliere l’impulso a consumare alcoolici.
Fatty, vista l’atmosfera dell’ospedale, e dopo aver incontrato in esso una donna che dà in escandescenze, vorrebbe andarsene, ma viene preso ed operato. Il giorno dopo incontra di nuovo la donna, che gli chiede di aiutarla a fuggire, per poi manifestare il desiderio di essere ricoverata di nuovo.
Fatty si introduce di nuovo nell’ospedale, e si traveste da infermiera, per cui il dottor Hampton inizia a corteggiarlo. L’infermiera a cui è stato sottratto il camice tuttavia lo smaschera, e Fatty fugge inseguito dai dottori. Si ritrova in una corsa campestre, ed arriva primo, vincendo un premio in denaro. Arrivano il dottore ed il personale ospedaliero, e ne nasce una zuffa.
Fatty si risveglia nel suo lettino dopo l’operazione: è stato un sogno.